# Dordtsche Kil
Le Dordtsche Kil (également, Dordtse Kil) est une rivière néerlandaise de la Hollande-Méridionale, située à l'ouest de Dordrecht.

## Géographie
Le Dordtsche Kil relie la Vieille Meuse au nord au Hollands Diep au sud. Il sépare le Hoeksche Waard de l'Île de Dordrecht, et forme également la frontière entre les communes de Dordrecht et de Hoeksche Waard.
La direction de son courant dépend de la marée.

## Navigation et activités
La rivière forme un maillon important dans le réseau navigable néerlandais. Beaucoup de navires empruntent ce cours d'eau, qui fait partie de la liaison navigable entre le Rhin et l'Escaut, ainsi qu'entre le port de Rotterdam et la grande zone industrielle de Moerdijk. Le long du Dordtsche Kil se trouvent trois grandes zones industrielles, auxquelles la rivière a prêté son nom.

## Ouvrages d'art
Il n'y a pas de pont sur le Dordtsche Kil. Ses rives sont reliées par deux tunnels : un tunnel routier à péage et un tunnel ferroviaire pour la ligne à grande vitesse de HSL-Zuid.

## Source
- (nl) Cet article est partiellement ou en totalité issu de l’article de Wikipédia en néerlandais intitulé « Dordtsche Kil » (voir la liste des auteurs).

| \| Localisation du Plan Delta dans le Monde \| Bernisse Canal de l'Escaut au Rhin Grevelingenmeer Canal Hartel Canal de Zuid-Beveland Dordtsche Kil Escaut occidental Escaut oriental Haringvliet Hollands Diep Krammer Markiezaatsmeer Nieuwe Waterweg Nouvelle Meuse Spui Scheur Veerse Gat Veerse Meer Vieille Meuse Volkerak Zoommeer Anvers Rotterdam Mer du Nord Belgique Pays-Bas Eau de mer Eau douce |
| Localisation du Plan Delta dans le Monde |